# Госелм
Госелм (на френски: Gaucelme de Roussillon, Gaucelme de Gothie; * 796; † 834 в Шалон сюр Сон) от род Вилхелмиди от Готия е франкски граф на Русильон (812 – 832), граф на Ампуряс (817 – 832), граф на Емпорион (817 – 832), граф на Разес и на Конфлан (828 – 832). 

## Биография
Той е син на граф Вилхелм от Аквитания (754 – 812) и вероятно втората му съпруга Гуитбурга или Витберга († пр. 795). Брат е на Тери III († сл. 826) и на Ротлиндис, омъжена за Вала (Каролинги). Полубрат е на Бернар и Бера.
През 790 г. баща му дава на Госелм управлението на графство Русильон. През декември 804 г. Вилхелм основава абатството Гелон (днес Сен-Гелон-ле-Десерт) и на 29 юни 806 г. става там монах. В Памплона през 817 г. баските се съюзяват с маврите, сключва се примирие. Госелм и Бернар, по-късният херцог на Септимания, са против това примирие.
Госелм е обезглавен през 834 г. заради магьостничество заедно с полусестра му монахинята Герберга (Гариберга).